# パリサティス (小惑星)
パリサティス (888 Parysatis) は、小惑星帯の小惑星。マックス・ヴォルフがハイデルベルクのケーニッヒシュトゥール天文台で発見した。
ペルシア王ダレイオス2世の異母妹で王妃のパリュサティスに因んで名付けられた。